# Tătaru (okręg Konstanca)
Tătaru (tur. Azaplar) – wieś w Rumunii, w okręgu Konstanca, w gminie Comana. W 2011 roku liczyła 626 mieszkańców.